# ويليام بيرس (سياسي)
ويليام بيرس (بالإنجليزية: William Pearce)‏ هو سياسي أسترالي، ولد في 26 أكتوبر 1855 في هوبارت في أستراليا، وتوفي في 26 يونيو 1922. حزبياً، نشط في حزب العمال الأسترالي. وقد انتخب عضو مجلس نواب تسمانيا.